# قطعنامه ۲۰۴۴ شورای امنیت
قطعنامهٔ ۲۰۴۴ شورای امنیت سازمان ملل متحد سندی بین‌المللی دربارهٔ گسترش مأموریت هیئت سازمان ملل متحد برای رفراندوم در صحرای غربی است که در تاریخ ۲۴ آوریل ۲۰۱۲ تصویب شد. این قطعنامه طی نشست ۳٬۳۲۵ام شورای امنیت سازمان ملل متحد با ۱۵ رأی موافق، ۰ مخالف و ۰ ممتنع به تصویب رسید.